# Lasioglossum kuroshio
Lasioglossum kuroshio là một loài Hymenoptera trong họ Halictidae. Loài này được Sakagami & Takahashi mô tả khoa học năm 1993.